# Гленн Редер
Гленн Редер (англ. Glenn Roeder, 13 грудня 1955, Лондон — 28 лютого 2021) — колишній англійський футболіст, що грав на позиції захисника. По завершенні ігрової кар'єри — футбольний тренер.
Виступав, зокрема, за «Ньюкасл Юнайтед», який також і тренував у 2006–2007 роках.

## Ігрова кар'єра
Народився 13 грудня 1955 року в Вудфорді, Лондон. Вихованець футбольної школи «Арсенала».
У дорослому футболі дебютував 1973 року виступами за «Лейтон Орієнт» з другого дивізіону, в якому провів п'ять сезонів, взявши участь у 115 матчах чемпіонату.
1978 року став гравцем «Квінз Парк Рейнджерс», з яким дебютував в Першому дивізіоні, але в тому ж таки сезоні 1978-79 клуб зайняв 20 місце і вилетів з еліти. 1982 року допоміг команді дійти до фіналу Кубку Англії, де в грі проти «Тоттенгем Готспур» вивів команду в статусі капітану. Гра завершилася внічию 1:1, а в матчі перегравання, який завершився поразкою КПР з рахунком 0:1, Редер через дискваліфікацію участі не брав. 1983 року недовго на правах оренди виступав за «Ноттс Каунті».
Своєю грою за останню команду привернув увагу представників тренерського штабу «Ньюкасл Юнайтеда», до складу якого приєднався 1983 року і в першому ж сезоні, зайнявши третє місце в Другому дивізіоні, допоміг вийти «сорокам» в Перший дивізіон. Всього відіграв за команду з Ньюкасла шість сезонів своєї ігрової кар'єри. Більшість часу, проведеного у складі «Ньюкасл Юнайтед», був основним гравцем захисту команди.
В подальшому з 1989 по 1992 рік захищав кольори нижчолігових клубів «Вотфорд» та «Лейтон Орієнт».
Завершив професійну ігрову кар'єру у «Джиллінгемі» з четвертого за рівнем дивізіону Англії, в якому працював на посаді граючого тренера протягом 1992—1993 років.

## Кар'єра тренера
Розпочав тренерську кар'єру, ще продовжуючи грати на полі, 1992 року, очоливши тренерський штаб клубу «Джиллінгем».
З 1993 року очолював «Вотфорд», з яким протягом трьох сезонів намагався вийти в Прем'єр-лігу, проте виконати поставлену мету так і не зміг. Після цього працював асистентом Глена Годла у національній збірній Англії.
1999 року, після звільнення Годла і всього його штабу, був запрошений Гаррі Реднаппом на посаду свого асистента в «Вест Гем Юнайтед». 9 травня 2001 року, після того як Реднапп покинув клуб, Редер став новим менеджером «молотобійців».
У квітні 2003 року Редер переніс лікування пухлини мозку і в кінці сезону командою керував Тревор Брукінг, під керівництвом якого «Вест Гем» покинув Прем'єр-лігу з рекордною кількістю в 42 очки. Редер повернувся до роботи в липні 2003 року, проте вже в те саме міжсезоння багато з зоряних гравців «Вест Гема», зокрема Тревор Сінклер, Джо Коул і Фредерік Кануте покинули клуб через виліт. А незабаром і Редер був звільнений з команди в серпні 2003 року, після поразки від «Ротергем Юнайтед».
У вересні 2003 року увійшов до тренерського штабу «Ньюкасл Юнайтед», а в лютому 2006 року, після звільнення Грема Сунеса, став виконувачем обов'язків менеджера «сорок». Кінцівку сезону Редер провів з приставкою в.о. не лише тому, що керівництво «Ньюкасла» не наважувалося призначити Редера головним, але ще й через відсутність у Глена потрібних документів. Фінальну частину сезону «Ньюкасл» провів просто феноменально та практично вся команда, вболівальники та преса зажадали у президента клубу Фреді Шеперда призначення Редера головним тренером на постійній основі, що він і зробив у травні того ж року.
В тому ж році Редер допоміг клубу виграти Кубок Інтертото 2006, здобувши для команди перший трофей з 1969 року. Проте в тому сезоні «строкаті» виступали дуже невдало. 6 травня 2007 року Редер був викликаний до екстрене засідання ради директорів після того як в останніх десяти матчах клуб здобув лише одну перемогу і того ж дня був відправлений у відставку.
Наразі останнім місцем тренерської роботи був клуб «Норвіч Сіті», команду якого Гленн Редер очолював як головний тренер з 2007 до 2009 року.

## Досягнення
- Переможець Кубка Інтертото (1): 2006

## Статистика

### Тренерська
| Клуб               | Країна | З              | По             | Результат | Результат | Результат | Результат | Результат |
| Клуб               | Країна | З              | По             | І         | В         | Н         | П         | В %       |
| ------------------ | ------ | -------------- | -------------- | --------- | --------- | --------- | --------- | --------- |
| «Джиллінгем»       | Англія | 1 серпня 1992  | 9 липня 1993   | 51        | 13        | 22        | 16        | 25.49     |
| «Вотфорд»          | Англія | 1 серпня 1993  | 20 лютого 1996 | 139       | 44        | 55        | 40        | 31.65     |
| «Вест Гем Юнайтед» | Англія | 9 травня 2001  | 24 серпня 2003 | 86        | 27        | 36        | 23        | 31.39     |
| «Ньюкасл Юнайтед»  | Англія | 2 лютого 2006  | 6 травня 2007  | 72        | 33        | 24        | 15        | 45.83     |
| «Норвіч Сіті»      | Англія | 30 жовтня 2007 | 14 січня 2009  | 65        | 20        | 15        | 30        | 30.77     |